# Бельтертуюк
Бельтертуюк — река в России, протекает по Чемальскому району Республики Алтай. Устье реки находится в 264 км по правому берегу реки Катунь. Длина реки составляет 10 км.

## Данные водного реестра
По данным государственного водного реестра России относится к Верхнеобскому бассейновому округу, водохозяйственный участок реки — Катунь, речной подбассейн реки — Бия и Катунь. Речной бассейн реки — (Верхняя) Обь до впадения Иртыша.

## Фотографии
- Водопадик недалеко от устья реки
- Бельтертуюк у впадения в Катунь (на дальнем плане)